# 천경우
천경우(千京宇, 1969년 1월 17일 ~ )는 대한민국의 사진가/개념미술가이자 대학교수이다.  서울에서 출생한 천경우는 1990년대 중반 독일로 이주, 유럽을 중심으로 작품활동을 해왔다. 2000년대 초반부터는 사진작품과 더불어 익명의 관객들이 능동적으로 참여하는 퍼포먼스, 공공미술 프로젝트를 유럽의 여러 도시들과 미국, 인도, 한국 등에서 실현하였다. 천경우는 2012년 서울로 거점을 옮겨 유럽과 한국을 중심으로 작품활동과 더불어 기획자, 교육자로서 활동 중이다.  
대표작으로는 The Weight(2016), Thousands(2006-2008), One-Hour Portrait (2001), 공공미술 프로젝트 Versus, performance in Times Square, New York(2011), The Invisible Words(2011-2014)등이 있다.

## 수상 내역
- 제3회 한미사진상, 2007
- Stadtkünstler Delmenhorst, Delmenhorst, 2001
- AGFA Förderpreis, Leverkusen, 1998

## 저서
- 보이지 않는 말들, 현대문학, 2019

- 인공지능 시대의 사진이미지 읽기, 2020 (공저)

## 작품집
- The Listener, Laznia Center for Contemporary Art,  2021[5]
- The Weight, Van Zoetendaal Publishers, 2020[6]
- Interpreters, 한미사진미술관, 2014[7]
- Photographs, 이안북스, 2011[8]
- Performance Catalogue Raisonne 1, 이안북스, 2011
- Thousands, Hatje Cantz, 2008[9]
- Photographs, Video Performances, Hatje Cantz, 2005